# Ондансетрон
Ондансетрон (лат. Ondansetronum) — лікарський препарат, який є похідним карбазолу, що застосовується для лікування захворювань травної системи, який є стимулятором виключно серотонінових рецепторів. Ондансетрон застосовується як перорально, так і парентерально. Ондансетрон уперше синтезований у 80-х роках ХХ століття в лабораторії компанії «GlaxoSmithKline», отримав патент США в 1987 році, та застосовується в медичній практиці з 1990 року.

## Фармакологічні властивості
Ондансетрон — синтетичний лікарський засіб, який є похідним карбазолу. Механізм дії препарату полягає у блокуванні як центральних, так і периферичних, серотонінових рецепторів 5-HT3, ймовірним наслідком чого є гальмування блювотного рефлексу, що призводить до зменшення або усунення післяопераційної нудоти та блювання. Ондансетрон переважно застосовується для лікування післяопераційної нудоти і блювання, а також нудоти і блювання, які спричинені цитотоксичною хімієтерапією та променевою терапією. Також препарат може застосовуватися для лікування гастроентериту з діареєю та блюванням для усунення дегідратації. Препарат застосовується для лікування нудоти та блювання у вагітних, хоча клінічні дослідження й вказують на ймовірне збільшення кількості вроджених вад, особливо розщеплення піднебіння. згідно даних клінічних досліджень, ондасетрон може застосовуватися для лікування шизофренії, а також для лікування пізньої дискінезії, спричиненої застосуванням антипсихотичних препаратів.

### Фармакокінетика
Ондансетрон швидко та добре всмоктується після перорального застосування, біодоступність препарату складає 56 % при пероральному застосуванні у зв'язку з ефектом першого проходження через печінку. При внутрішньовенному введенні препарату біодоступність складає 100 %. Ондансетрон добре розподіляється в організмі, та накопичується в еритроцитах. Максимальна концентрація ондасетрону в крові досягається протягом 1,5—2,2 годин після перорального прийому препарату, за 25 хвилин після внутрішньовенної ін'єкції та за 41 хвилину після внутрішньом'язевої ін'єкції. Ондансетрон добре (на 70—76 %) зв'язується з білками плазми крові. Препарат проходить через плацентарний бар'єр, даних за виділення в грудне молоко людини немає. Ондансетрон метаболізується в печінці з утворенням неактивних метаболітів. Виводиться препарат із організму переважно з сечею у вигляді метаболітів. Період напіввиведення препарату становить 3—3,5 години при пероральному застосуванні в дорослих, 4 години при внутрішньовенному введенні; у дітей, осіб похилого віку та у хворих із порушенням функції печінки цей час збільшується.

## Показання до застосування
Ондансетрон застосовується для лікування післяопераційної нудоти і блювання, а також нудоти і блювання, які спричинені цитотоксичною хімієтерапією та променевою терапією.

## Побічна дія
При застосуванні ондансетрону спостерігається менше побічних ефектів з боку нервової системи, ніж при застосуванні інших протиблювотних препаратів, зокрема рідше спостерігається сонливість та не спостерігається загальмованість при застосуванні препарату, проте при його застосуванні частіше спостерігаються побічні ефекти з боку серцево-судинної системи, зокрема подовження інтервалу QT на ЕКГ. Іншими побічними явищами при засосуванні препарату є:
- Алергічні реакції — шкірний висип, свербіж шкіри, кропив'янка, анафілактичний шок, гарячка, набряк Квінке, бронхоспазм, ларингоспазм, синдром Лаєлла.
- З боку нервової системи — головний біль, запаморочення, дистонія і дистонічні розлади, судоми, минучі розлади зору та порушення рухів очей, порушення ходи, парестезії, хорея, посмикування м'язів.
- З боку травної системи — діарея або запор, гикавка; рідко сухість у роті, біль у животі, порушення функції печінки.
- З боку серцево-судинної системи — аритмії, брадикардія, артеріальна гіпотензія, біль у грудній клітці, приливи крові.
- Інші побічні ефекти — біль, почервоніння або припікання в місці введення препарату.

## Протипокази
Ондансетрон протипоказаний при підвищеній чутливості до препарату, при сумісному застосуванні з апоморфіном, при важких порушеннях функції печінки, хірургічних операціях на черевній порожнині, у І триместрі вагітності, для ректального застосування в дітей.

## Форми випуску
Ондансетрон випускається у вигляді таблеток по 0,004 та 0,008 г; 0,2 % розчину для ін'єкцій у ампулах по 2 і 4 мл; ректальних суппозиторіїв із вмістом діючої речовини по 4, 8 і 16 мг; сиропу для перорального застосування із вмістом діючої речовини 4 мг/5 мл по 50 мл у флаконі.